# 리오넬 조스팽
리오넬 조스팽(프랑스어: Lionel Jospin, 1937년 7월 24일 ~ )은 프랑스의 정치인으로 1997년부터 2002년까지 프랑스의 총리를 역임하였다. 프랑수아 미테랑 정부 하에서 교육부 장관과 사회당 제1서기를 역임하였으며, 1995년 대선에서 공화국연합의 자크 시라크와 맞붙어 석패를 해 정계의 주목을 받았다. 이를 바탕으로 사회당 제1서기에 재취임한 후 1997년 총선에서는 1당을 차지하여 동거 정부를 구성, 주 35시간 노동제 등 여러 정책을 시행하였다. 2002년 대선에서는 극우 성향의 장마리 르펜에 밀려 2차 투표 진출에 실패하자 정계 은퇴를 선언하였다.

## 생애

### 어린 시절

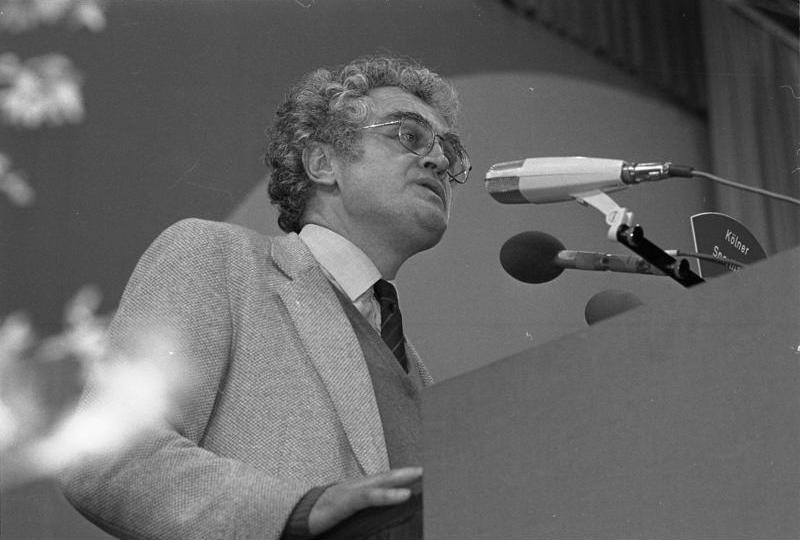
1983년 모습

리오넬 조스팽은 1937년 7월 24일에 프랑스 파리 부근의 뫼동에서 교사인 아버지 밑에서 태어났다. 아버지는 독실한 개신교 신자인 동시에 트로츠키주의자였기 때문에 조스팽은 아버지의 영향으로 트로츠키주의를 지지하게 되었다. 국립행정학교를 입학한 그는 학창 시절 트로츠키주의 운동에 참여하였다. 우수한 성적으로 졸업한 후 그는 외무부에 들어가나 당시 정권을 잡고 있었던 드골주의자들에 대한 비토로 사직하게 된다. 이후 미국으로 유학을 간 그는 돌아와 파리제6대학교에서 경제학을 가르쳤다.

### 정계 입문
1971년에 그는 당시 새롭게 개편된 사회당에 입당하였다. 그는 당시 제1서기였던 프랑수아 미테랑의 총애를 받으며 주요 보직에 임명되었다. 1981년 대선에서 미테랑이 대통령에 당선되자 그는 뒤이어 제1서기에 취임하게 된다. 그는 1988년까지 직을 맡으면서 사회당을 전두지휘하였다.
1988년에 미테랑이 재선을 한 후 뒤이어 총선에서도 사회당이 승리하자 그는 곧 입각하여 교육스포츠장관에 임명된다. 그는 여러 개혁을 추진하였지만 난관에 부딪히게 되며, 이슬람교도의 학교 내 베일 착용과 관련해 논란을 일으켰다. 당내 경쟁자들과의 갈등과 미테랑과의 정책 충돌로 그는 1992년에 새롭게 출범한 내각에서 쫓겨나며 뒤이어 1993년 총선에서도 자신의 지역구에서 낙선한다.

#### 대선 출마
1995년 대선에서 사회당 내 부패 스캔들로 경쟁자들이 휘청거리면서 그는 대선 후보로 선출된다. 학자풍의 이미지로 대중에게 생소하였던 그는 그러나 자크 시라크와 에두아르 발라뒤르를 누르고 1차 투표에서 1위를 차지하면서 돌풍을 일으킨다. 그러나 2차 투표에서는 시라크에게 53%대 47%로 져 낙선하게 된다.

### 총리 재임

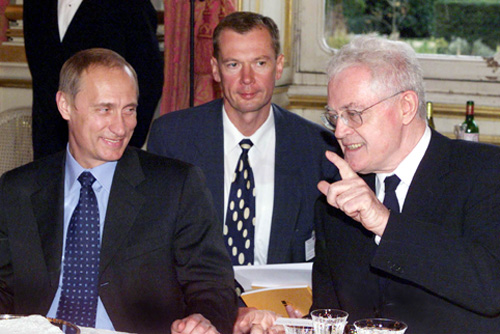
2000년에 블라디미르 푸틴과 함께

대선에서 돌풍을 바탕으로 그는 사회당 제1서기에 재취임하게 된다. 1997년 시라크는 정국 혼란에 따른 신임을 묻기 위해 조기 총선을 실시한다. 선거 결과, 사회당이 예상 외로 제1당을 차지하면서 우파 연합을 따돌리게 된다. 조스팽은 즉시 공산당과 녹색당과 연정 구성을 하여 제3차 동거 정부를 개각하였다.
총리 재임 동안, 그는 시라크와 의견 대립을 하였으나 기존의 좌파 이념 대신 신자유주의 요소를 도입한 정책 시행으로 유연하게 이끌었다. 그의 내각은 노동 문제에 많은 부분을 기울려 주 35시간 노동제를 총선 공약대로 실시하였다. 그의 이런 정책들은 때로 사회당의 성향과 맞지 않다는 지적도 받았으나 재임 동안 높은 경제 성장률과 낮은 실업률을 바탕으로 높은 인기를 누렸다.

### 대선 낙선 및 정계 은퇴
2001년 불경기로 인하여 지방 선거에서 패배하는 등 그의 인기도 하락하게 되었다. 2002년 대선에서 그는 이 점을 받아들여 우파적 요소를 공약에 넣은 후 출마하였다. 그의 태도에 많은 논란이 있은 후 여러 좌파 후보가 대선에 출마하였다. 1차 투표 결과, 좌파 후보의 난립속에 그는 극우 성향의 장마리 르 펜에 밀려 3위를 기록, 2차 투표 진출에 실패하였다. 그는 시라크 지지 선언을 하였으며 2차 투표 당일날 총리직 사퇴는 물론 정계 은퇴를 선언하였다. 2005년에 그는 2007년 대선 출마를 위해 은퇴 번복을 선언하였다. 그는 곧이어 경선에 출마하였지만 세골렌 루아얄에게 밀리자 경선 도중 사퇴하였다. 2014년에는 나폴레옹에 대한 저서 《나폴레옹의 폐해》를 발표해 베스트셀러 1위를 기록하기도 하였다.

## 역대 선거 결과
| 선거명      | 직책명                        | 대수 | 정당   | 1차 득표율 | 1차 득표수  | 2차 득표율 | 2차 득표수   | 결과         | 당락                      |
| ----------- | ----------------------------- | ---- | ------ | ---------- | ----------- | ---------- | ------------ | ------------ | ------------------------- |
| 1981년 선거 | 하원의원 (파리 제27선거구)    | 7대  | 사회당 | 39.60%     | 8,424표     | 54.64%     | 12,284표     | 1위          | 파리 주 하원의원 당선     |
| 1984년 선거 | 유럽의원 (프랑스 선거구)      | 2대  | 사회당 | 20.75 %    | 4,188,875표 |            |              | 비례대표 1번 | 프랑스 유럽의원 당선      |
| 1986년 선거 | 하원의원 (파리 선거구)        | 8대  | 사회당 | 32.00%     | 293,861표   |            |              | 1위          | 파리 주 하원의원 당선     |
| 1988년 선거 | 하원의원 (오트가론 제7선거구) | 9대  | 사회당 | 56.76%     | 34,774표    |            |              | 1위          | 오트가론 주 하원의원 당선 |
| 1993년 선거 | 하원의원 (오트가론 제7선거구) | 10대 | 사회당 | 29.40%     | 19,496표    | 47.83%     | 32,387표     | 2위          | 낙선                      |
| 1995년 선거 | 대통령                        | 22대 | 사회당 | 23.30%     | 7,097,786표 | 47.36%     | 14,180,644표 | 2위          | 낙선                      |
| 1997년 선거 | 하원의원 (오트가론 제7선거구) | 11대 | 사회당 | 43.71%     | 30,868표    | 63.38%     | 45 024표     | 1위          | 오트가론 주 하원의원 당선 |
| 2002년 선거 | 대통령                        | 22대 | 사회당 | 16.18%     | 4,610,113표 |            |              | 3위          | 낙선                      |

## 같이 보기
- 프랑스 정부수반 목록